# Bruno Neumann
Bruno Neumann (n. 26 aprilie 1883 – d. 31 decembrie 1943, Berlin, Germania Nazistă) a fost un sportiv ce a reprezentat Reichul German, medaliat olimpic. A participat la o ediție a Jocurilor Olimpice (1928) în care a câștigat o medalie de bronz.

## Participări
Lista de mai jos prezintă principalele competiții la care a participat Bruno Neumann de-a lungul carierei.
- equestrian at the 1928 Summer Olympics – individual eventing[*]